# Jean Gehret
Jean Gehret, né le 10 janvier 1900 à Genève et mort le 24 mai 1956 à son domicile dans le 17e arrondissement de Paris, est un directeur de production, réalisateur, scénariste et acteur suisse.  

## Biographie
Jean Gehret commence sa carrière cinématographique, avant guerre, en tant qu'acteur. Après la Seconde Guerre mondiale, il devient réalisateur et directeur de production. Il est également scénariste.

## Filmographie

### Comme acteur
- 1931 : La Chienne de Jean Renoir
- 1932 : Moune et son notaire de Hubert Bourlon
- 1932 : Baleydier de Jean Mamy : Bloch
- 1932 : La Nuit du carrefour de Jean Renoir
- 1932 : Boudu sauvé des eaux de Jean Renoir
- 1933 : Cent Mille Francs pour un baiser de Hubert Bourlon
- 1933 : Madame Bovary de Jean Renoir
- 1935 : Crime et Châtiment de Pierre Chenal
- 1943 : Adieu Léonard de Pierre Prévert

### Comme directeur de production
- 1932 : Boudu sauvé des eaux de Jean Renoir
- 1942 : Dernier Atout de Jacques Becker
- 1943 : Adieu Léonard  de Pierre Prévert
- 1945 : Falbalas de Jacques Becker

### Comme réalisateur
- 1947 : Le Café du Cadran (co-réalisé avec Henri Decoin)
- 1949 : Le Crime des justes
- 1949 : Tabusse
- 1949 : Orage d'été
- 1953 : La Loterie du bonheur

### Comme scénariste
- 1947 : Carré de valets d'André Berthomieu